# دنیای زنان
دنیای زنان (انگلیسی: Woman's World) نام یک ترانه از هفتمین آلبوم استودیویی کیتی پری خواننده آمریکایی به نام ۱۴۳ است. پری پس از الهام گرفتن از ترانه‌ای به نام "الهی زنانه"، این آهنگ را با پیامی فمینیستی منتشر کرد. برخی از موفق‌ترین آهنگ‌های حرفه‌ای کیتی پری مانند آتش‌بازی (ترانه) (۲۰۱۰) و غرش (ترانه) (۲۰۱۳) با هدف "پیام‌رسانی" منتشر شدند. با این حال، انتشار این آهنگ با واکنش‌های متفاوتی از سوی کاربران شبکه‌های اجتماعی مواجه شد. پس از آن که خواننده کشا اتهامات آزار جنسی علیه دکتر لوک را مطرح کرد، نقش دکتر لوک در این آهنگ مورد انتقاد قرار گرفت. "دنیای زنان" پس از انتشار به‌طور کلی نقدهای منفی از سوی منتقدان موسیقی دریافت کرد، که ترانه‌سرایی و تولید این قطعه توسط دکتر لوک را محکوم کردند.
از نظر تجاری، این تک آهنگ در کرواسی و اسرائیل به رتبه ۱۰ ترانه برتر، در اسلواکی و ونزوئلا به ۳۰ ترانه برتر، در بریتانیا به رتبه ۴۷، در ایالات متحده به رتبه ۶۳ و در چارت بیلبورد جهانی ۲۰۰ به رتبه ۶۵ رسید. این موزیک ویدیو که پری را با لباسی شبیه به رزی پرچ‌کن نشان می‌داد، شکایت‌هایی نیز دریافت کرد و به عنوان تلاشی ضعیف برای انتقال یک پیام فمینیستی لقب گرفت. پری از این ویدیو دفاع کرد و گفت قصدش تنها بیان موضوع به زبان طنز بوده است.

## انتشار و پخش
پری در ۱۷ ژوئن ۲۰۲۴ یک تیزر پانزده ثانیه ای از همخوانی با این آهنگ را در پلتفرم‌های مختلف رسانه‌های اجتماعی خود منتشر کرد. این هنرمند همچنین اثر هنری روی جلد آهنگ که او را در شلوار فلزی «فضایی مانند» که توسط ویکتور کلاولی طراحی شده بود را با یک تاپ بیکینی سفید، که توسط جک بریگدلند عکاسی شده بود منتشر کرد. او همچنین اعلام کرد که این آهنگ در ۱۱ ژوئیه منتشر خواهد شد و آن را برای پیش‌سفارش و ذخیره از طریق وب‌سایت خود و سرویس‌های مختلف پخش آنلاین در دسترس قرار داد. این ترانه که در آلبومی به نام ۱۴۳ قرار گرفته بود در تاریخ ۱۲ ژوئیه به صورت سی‌دی در دسترس عموم قرار گرفت.
مشارکت دکتر لوک در پروسه تولید این آهنگ با انتقاداتی مواجه شد. کشا قبلاً او را به آزار جنسی، فیزیکی و عاطفی متهم کرده بود. جاستین کورتو، که برای نشریه ولچر می‌نویسد پرسید: "اوه، آیا ما خوش شانس هستیم که در چنین دنیایی برای زنان زندگی می‌کنیم؟" رانیا آنیفتوس از بیلبورد نیز به واکنش‌های منفی کاربران شبکه‌های اجتماعی به نقش‌آفرینی دکتر لوک در این آهنگ اشاره کرد.

## عملکرد تجاری
«دنیای زنان» در رتبه ۶۳ در بیلبورد هات ۱۰۰ ایالات متحده در اولین هفته انتشار قرار گرفت اما هفته بعد به‌طور کامل از جدول خارج شد. این آهنگ در سطح بین‌المللی به رتبه ۷۷ در ۱۰۰ تک‌آهنگ داغ کانادا، شماره ۴۷ در جدول تک‌آهنگ‌های بریتانیا و شماره ۱۶۳ در فرانسه رسید، و در کرواسی، اسرائیل و پاراگوئه در بین ده آهنگ برتر قرار گرفت. پس از عملکرد ضعیف این آهنگ، روزنامه نگاران متعددی این ترانه را به عنوان یک بازگشت ناموفق برای پری توصیف کردند.